# Big Crunch
En cosmologia, el Big Crunch o gran col·lapse és una de les hipòtesis sobre el futur de l'Univers. Es basa en el fet que, si l'expansió de l'Univers continués per inèrcia, disminuint a poc a poc fins que la gravetat arribés a frenar-la per complet, arribaria un moment que l'Univers començaria a retreure's sobre si mateix fins a col·lapsar-se de nou. El terme Big crunch es refereix a aquest col·lapse final, per oposició, a big-bang, que es refereix a la gran explosió inicial que va donar lloc a l'expansió de l'Univers.
Avui en dia, però, s'ha demostrat que l'expansió de l'Univers se segueix accelerant de manera que sembla que la gravetat d'aquest no tindria potència per arribar al punt de densitat crítica. Per això, el Big Crunch és una hipòtesi que s'està desestimant pels científics. A més, a causa de la segona llei de la termodinàmica, en un model Big Crunch els cicles s'anirien fent cada vegada més curts fins que arribaria un moment en el qual ja no hi hauria més cicles.